# AS SONIDEP
Az AS SONIDEP egy nigeri labdarúgócsapat, amely a nigeri bajnokság első osztályában játszik. A klubot 2014-ben alapították, székhelye a nigeri főváros Niamey. Nigerben az egyik legnépszerűbb csapatnak számít.

## Története
Az alapítása első évében a klub megnyerte a 2014-2015-ös  a Nigeri Nemzeti Kupa tornát, és a másodosztály bajnoka lett. A bajnokság során ők rendelkeztek a legjobb védelemmel mindössze 1 gólt kaptak az egész szezon alatt. A Nemzeti Kupában az AS SONIDEP döntőt játszott az FC Sahel ellen. A 2017-2018-as szezon alatt az AS SONIDEP ismét eljutott a Nemzeti Kupa döntőjéig. A 2017-2018-as szezon alatt az klub elérte Niger csúcsát azzal, hogy megnyerték a bajnokságot mindössze 4 évvel az alapításuk után.
Nemzetközileg a klub szinte állandó résztvevője az Afrikai kontinenstornának a CAF (Afrikai Bajnokok Ligájában). Az AS SONIDEP képviseli Nigert az afrikai kontinenstornán.

## Sikerlista
- Niger Premier League: 2

2018, 2019.
- Niger Cup: 2

2015, 2019.
- Niger Super Cup: 1

2018.

## Teljesítményük a CAF tornán
- CAF-bajnokok ligája: 0 meccs
- CAF-konföderációs kupa: 1 meccs (2016 – előselejtező)

## Jelenlegi keret
Utoljára frissítve: 2019. október. 29.
| No. |       | Poszt | Játékos      |
| --- | ----- | ----- | ------------ |
| 16  | Niger | K     | M. Yahaya    |
| 22  | Niger | K     | M. Allashane |
| 3   | Niger | V     | M. Aziz      |
| 4   | Niger | V     | K. Amadou    |
| 13  | Niger | V     | A. Razak     |
| 23  | Niger | V     | A. César     |
| 27  | Niger | V     | O. Barmou    |
| 29  | Niger | V     | A. Kaido     |
| 6   | Niger | KP    | S. Lauali    |
| 8   | Niger | KP    | A. Boubacar  |
| 10  | Niger | KP    | M. Moustapha |
| 11  | Niger | KP    | N. Nasser    |

| No. |       | Poszt | Játékos      |
| --- | ----- | ----- | ------------ |
| 14  | Niger | KP    | M. Bilyamine |
| 19  | Niger | KP    | G. Illiassou |
| 21  | Niger | KP    | A. Roufai    |
| 25  | Niger | KP    | S. Yaya      |
| 5   | Niger | CS    | A. Boha      |
| 7   | Niger | CS    | A. Moussa    |
| 9   | Niger | CS    | Boubacar     |
| 12  | Niger | CS    | I. Moctar    |
| 17  | Niger | CS    | Souley       |
| 25  | Niger | CS    | K. Roberto   |
| 27  | Niger | CS    | A. Salim     |
| 30  | Niger | CS    | A. Idrissa   |